# Vela ai Giochi della XXXI Olimpiade - 470 femminile
Le gare di vela della classe 470 femminile dei Giochi della XXXI Olimpiade si sono volte dal 10 al 18 agosto 2016 nella baia di Guanabara, con arrivo e partenza presso Marina da Glória. 